# Tappeto di Pazyryk

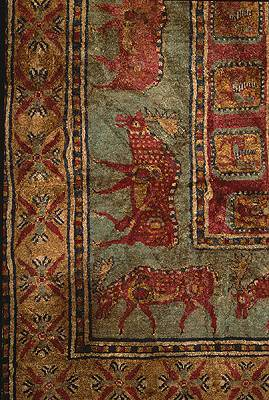
Particolare del tappeto di Pazyryk

Il manufatto noto come tappeto di Pazyryk è il più antico tappeto annodato pervenuto ai giorni nostri, datato al V-IV secolo a.C. 
Prende nome dall'omonima vallata nei Monti Altaj in Siberia (a 1650 metri sul livello del mare), dove fu ritrovato all'interno di una tomba. È conservato nel museo dell'Hermitage di San Pietroburgo.

## Storia del ritrovamento
Nel 1929 i due studiosi russi Sergej Rudenko e Michail Grjaznov diedero inizio ad una serie di scavi archeologici nei pressi del confine orientale della Russia con la Mongolia (Monti Altaj). Vennero scoperte cinque tombe a tumulo del periodo scita, risalenti al V-IV secolo a.C., detti kurgan. Nel 1949 durante lo scavo del quinto tumulo venne ritrovato il manufatto, ibernato in una lastra di ghiaccio che ne aveva garantito la conservazione per venticinque secoli. 
Il tappeto, depositato insieme ai resti dei cavalli appartenuti al capo tribù sepolto nel tumulo, era passato inosservato ai saccheggiatori di tombe permettendogli di arrivare fino a noi. La notevole perfezione formale ed il livello tecnico dell'esecuzione (circa 3600 nodi per dm²), non solo spostano di decine di secoli l'epoca di creazione del tappeto annodato, ma sovvertono tutti gli studi e le ipotesi fin qui formulate circa il luogo di origine e le forme di diffusione del tappeto e la sua tecnica.

## Descrizione
Il pregiato tappeto misura cm 200 x 182 ed è composto da 360.000 nodi di tipo turkibaft per metro quadrato.
Il disegno è composto da un campo centrale e da una bordura divisa in due cornici principali delimitate da tre cornici secondarie.

La cornice principale esterna, a fondo rosso, è decorata da una processione di cavalieri (sette per ogni lato) alcuni dei quali procedono in sella mentre altri marciano di fianco al loro cavallo bianco. Nella cornice principale interna, a fondo chiaro, si muovono ventiquattro alci rossi e gialli in direzione contraria ai cavalieri. Le cornici che delimitano la bordura presentano dei quadrati con all'interno un grifone. Il motivo floreale della cornice che separa la marcia dei cavalieri dal pascolo di alci ricorda la croce di sant'Andrea. Il campo centrale è diviso in ventiquattro quadrati a fondo rosso, con un disegno a forma di croce le cui estremità terminano con un fiore stilizzato. Una piccola cornice, formata da piccoli quadratini colorati, decora ognuno dei ventiquattro quadrati.

## Provenienza
Nonostante sia stato rinvenuto a migliaia di chilometri dalla Persia, secondo Rudenko il tappeto è probabilmente di origine persiana, magari frutto della dinastia achemenide. Lo stesso Rudenko, alcuni anni dopo il ritrovamento del tappeto di Pazyryk, rinvenne, in un tumulo a Basadar (200 chilometri ad occidente dei cinque kurgan di Pazyryk), i resti di un tappeto annodato ancora più finemente del Pazyryk (circa 700.000 nodi per metro quadrato). Questa scoperta dovrebbe quindi dimostrare come le popolazioni altaiche, già nel V secolo a.C., utilizzassero i tappeti e fossero addirittura in grado di annodarne. Anche i motivi decorativi del tappeto ricordano la tradizione dell'oreficeria scita e le rappresentazioni grafiche di alci dovrebbero attestare una collocazione geografica sicuramente più nordica della Persia.
Infine gli sciti erano soliti inumare sette cavalli per ogni capo morto ed in una delle cornici del tappeto i cavalli sono disposti in file di sette per ogni lato.